# Cucumis rigidus
Cucumis rigidus là một loài thực vật có hoa trong họ Cucurbitaceae. Loài này được E.Mey. ex Sond. mô tả khoa học đầu tiên năm 1862.